# Attalea cephalotus
Attalea cephalotus är en enhjärtbladig växtart som beskrevs av Eduard Friedrich Poeppig och Carl Friedrich Philipp von Martius. Attalea cephalotus ingår i släktet Attalea och familjen Arecaceae. Inga underarter finns listade i Catalogue of Life.